# 圣弥额尔总领天使圣殿 (皮亚诺迪索伦托)
40°38′05″N 14°24′29″E / 40.634814°N 14.407917°E
圣弥额尔总领天使圣殿（Basilica di San Michele Arcangelo）位于意大利那不勒斯省皮亚诺迪索伦托历史中心，是一座罗马天主教宗座圣殿，巴洛克风格，主保圣人为圣弥额尔总领天使。

## 历史
这座教堂始建于公元九世纪，座落在一个古罗马神庙上，重建于1405年。1688年地震时严重受损，修复后于1726年重新祝圣。1914年升格为宗座圣殿。

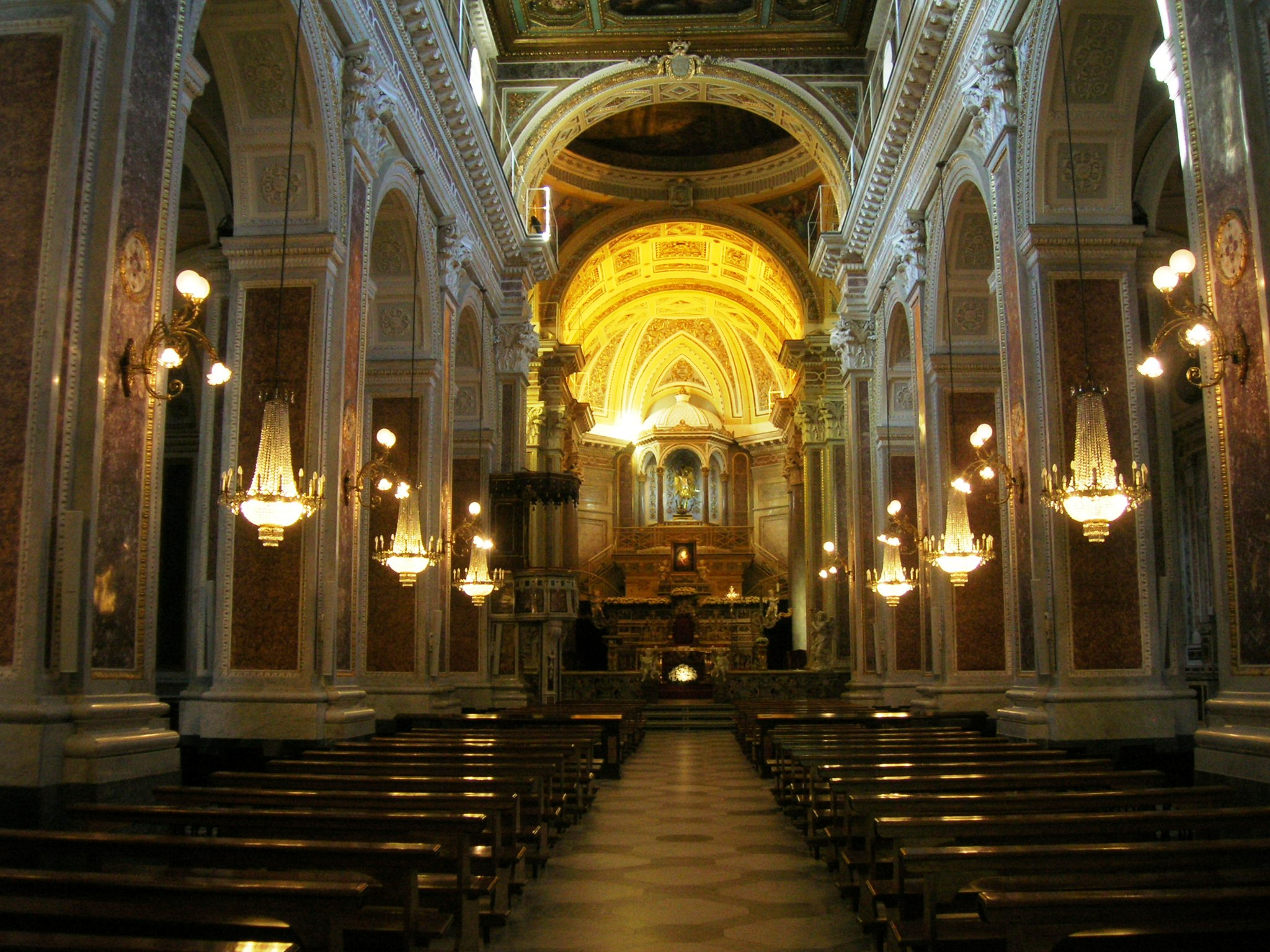

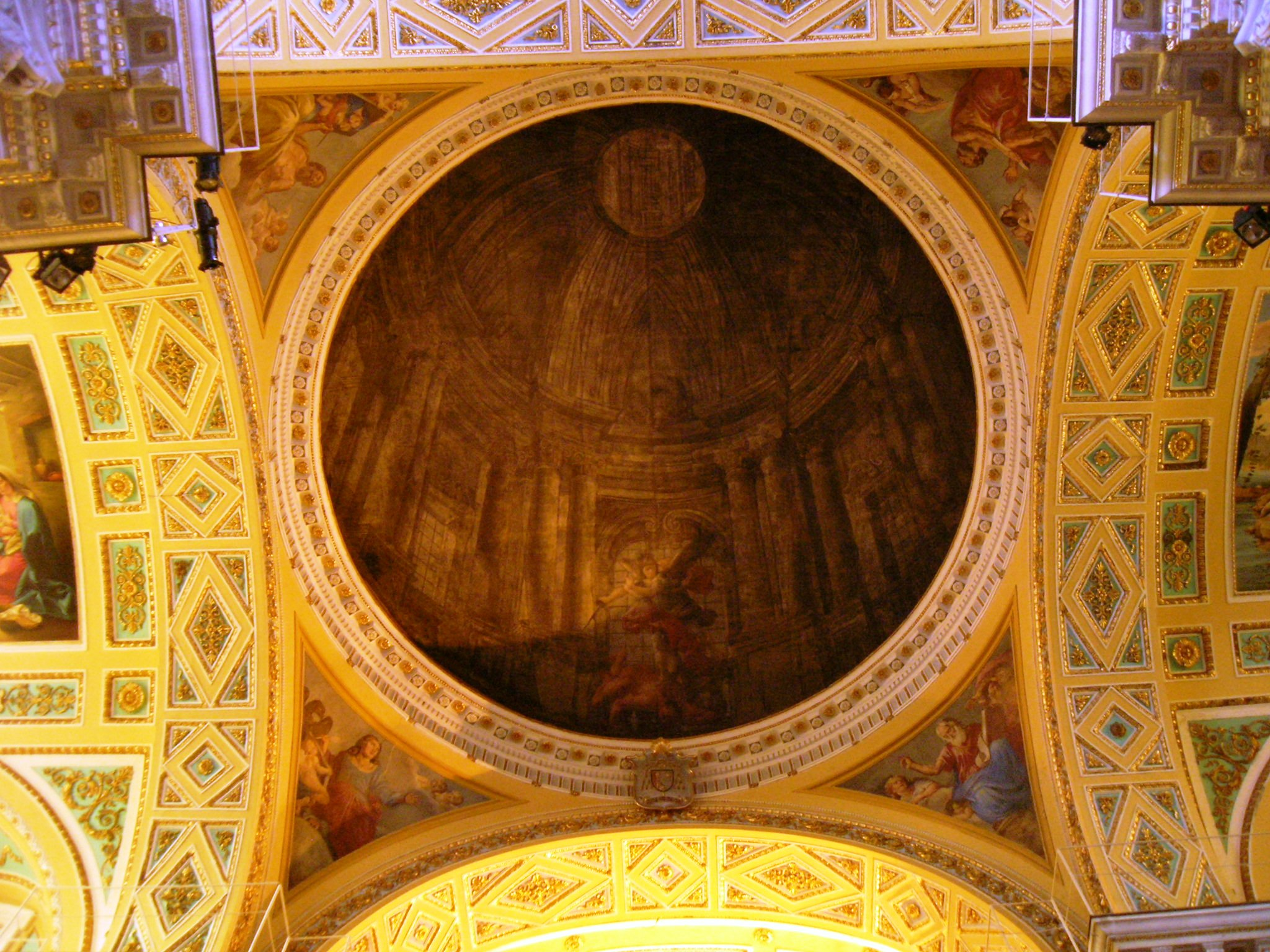